# Edward Allworthy Armstrong
Pour les articles homonymes, voir Armstrong.
Edward Allworthy Armstrong est un ornithologue nord-irlandais, né le 8 octobre 1900 à Belfast et mort le 19 décembre 1978 à Cambridge.

## Biographie
Il commence à étudier les sciences avant de passer un Bachelor of Arts de philosophie et de psychologie à l’université Queen's de Belfast. Il passe deux ans à étudier la théologie à l’université de Cambridge avant d’être ordonné prêtre à l’église anglicane. Il étudie l’anthropologie et passe deux ans à l’université de Hong Kong avant d’obtenir un Master of Arts dans le domaine des religions comparées à Leeds. Après avoir beaucoup voyagé, il s’installe dans la paroisse de St. Mark à Newnham (Cambridgeshire). Il se retire en 1966 à Cambridge.
Il fait paraître plusieurs ouvrages importants. Birds of the Grey Wind (1940), où il évoque son enfance, connaît trois éditions et reçoit la Médaille John Burroughs. Bird Display and Behaviour, paraît 1942 et est révisé en 1947, est traduit en français en 1952 sous le titre de La vie amoureuse des Oiseaux.
Armstrong commence à étudier le troglodyte mignon (Nannus troglodytes) en 1943 et fait paraître une monographie sur cet oiseau en 1955. Il devient membre correspondant de l’American Ornithologists' Union et assure la vice-présidence de la British Ornithologists' Union de 1963 à 1965. Il reçoit un Master of Arts honoraire de l’université de Cambridge en 1951.

## Liste partielle des publications
- 1940 : Birds of the Grey Wind.
- 1942 : Bird Display and Behaviour.
- 1943 : The Way Birds Live – réédité quatre fois, la dernière en 1967.
- 1946 : Shakespeare’s Imagination.
- 1949 : Bird Life.
- 1955 : The Wren (Collins, Londres, nombreuses rééditions).
- 1958 : The Folklore of Birds an Enquiry Into the Origin & Distribution of Some Magico Religious Traditions (Collins, Londres).
- 1963 : The Folklore of Birds.
- 1967 : The Gospel Parables.
- 1973 : Saint Francis : Nature Mystic.

## Source
- Ralph S. Parlmer (1980). Obituary, The Auk, 97 : 922-923.

## Orientation bibliographique
- William Homan Thorpe (1979). Rev. Edward Allworthy Armstrong, Ibis, 121 (3) : 369-371.